# Á
Az á (latin small/capital letter a with acute accent)  többek közt a magyar, cseh, és szlovák ábécé második betűje. Ezekben a nyelvekben megegyezik a hangértéke.

## Karakterkódolás
| Karakterkészlet | Kisbetű (á) | Nagybetű (Á) |
| --------------- | ----------- | ------------ |
| EBCDIC          | 225         | 193          |
| Bináris EBCDIC  | 11100001    | 11000001     |
| Unicode         | U+00E1      | U+00C1       |
| HTML/XML        | &aacute;    | &Aacute;     |

## Kiejtése különböző nyelveken
- magyar, cseh, szlovák – [aː]
- afrikaans, portugál, spanyol, walesi – [a] (a szabályostól eltérő hangsúlyt jelöli, afrikaansban ritka)
- ír – [aː] vagy [ɒː]
- skót – [aː] (a jelenleg használt szabvány helyesírásban „à”-t használnak helyette, de régebbi dokumentumokban megtalálható)
- izlandi – [au]
- feröeri – [ɔ] vagy [ɔaː]
- vietnámi – az emelkedő tónusú vagy sắc „a” jele [˧˥a]
- kínai pinjin átírás – az emelkedő tónusú vagy jangping (阳平, yángpíng) „a” jele [˧˥a]

A J. R. R. Tolkien által megalkotott quenya és sindarin nyelvben, bár „eredeti” írásuk nem latin betűs volt, ez mégis sokkal jobban elterjedt. Ezen nyelvekben az á ejtése [aː].

## Jelentései
Hosszan hangoztatva indulatszó a magyarban, írásban is gyakran többszörözik: ááá…; a feröeri és izlandi nyelvben jelentése: ’folyó, patak’.

### Angolul
- EBCDIC-kódok
- Kis- és nagybetűs Unicode-kódok
- Afrikaans kiejtés
- Ír kiejtés Archiválva 2010. július 18-i dátummal a Wayback Machine-ben
- Cseh kiejtés
- Szlovák kiejtés Archiválva 2010. április 17-i dátummal a Wayback Machine-ben

### Magyarul
- Wikiszótár